# Myristica wyatt-smithii
Myristica wyatt-smithii är en tvåhjärtbladig växtart som beskrevs av Airy Shaw. Myristica wyatt-smithii ingår i släktet Myristica och familjen Myristicaceae. Inga underarter finns listade i Catalogue of Life.